# Maison de Bourbon-Duisant
 (juillet 2024).
Si vous disposez d'ouvrages ou d'articles de référence ou si vous connaissez des sites web de qualité traitant du thème abordé ici, merci de compléter l'article en donnant les références utiles à sa vérifiabilité et en les liant à la section « Notes et références ».
La maison de Bourbon-Duisant est une branche de la Maison capétienne de Bourbon dont l'auteur est Philippe Ier de Bourbon, fils de Jean de Bourbon (1378-1457), seigneur de Carency, et de Jeanne de Vendomois
Le premier Bourbon qui fut seigneur de Duisant est Philippe de Bourbon, (1429-1492) seigneur de Duisant, bailli de Lens et de Hénin-Liétard, marié à Catherine de Lalaing. Cette branche s'est éteinte dans les mâles en 1530.

## Filiation
Maison de Bourbon-Duisant
```
  Philippe, seigneur de Duisant (1429-1492)
   X Jeanne de Lalaing (+1475)
   │
   ├─>Antoine, seigneur de Duisant
   │  X Jeanne de Habart
   │  │
   │  ├─>Pierre
   │  │
   │  └─>Philippe II, seigneur de Duisant (+1530). Sans postérité.
   │   
   └─>Jeanne
      X François Rolin, seigneur d'Aymerie (+>1489)
```

## Armoiries
De France à la bande de gueules, chargée de trois lionceaux d'argent et à la bordure aussi de gueules, dentelée d'argent.

### Sources
- Nicolas Louis Achaintre, "Histoire généalogique et chronologique de la maison royale de Bourbon", éd. Didot, 1825
- Site consacré au Bourbonnais (histoire, dialecte, population, cartes, arbre généalogique des Bourbon...)
- Généalogie des Bourbon-Duisant
- Maison de Bourbon-Montpensier (ducs)